# باروخ سينجر
باروخ سينجر (بالإنجليزية: Baruch Singer)‏ هو شخصية أعمال أمريكي، ولد في 1954.